# Pterolophia subbitubericollis
Pterolophia subbitubericollis là một loài bọ cánh cứng trong họ Cerambycidae.